# 北九州市舊大阪商船
33°56′46.1″N 130°57′43.9″E / 33.946139°N 130.962194°E

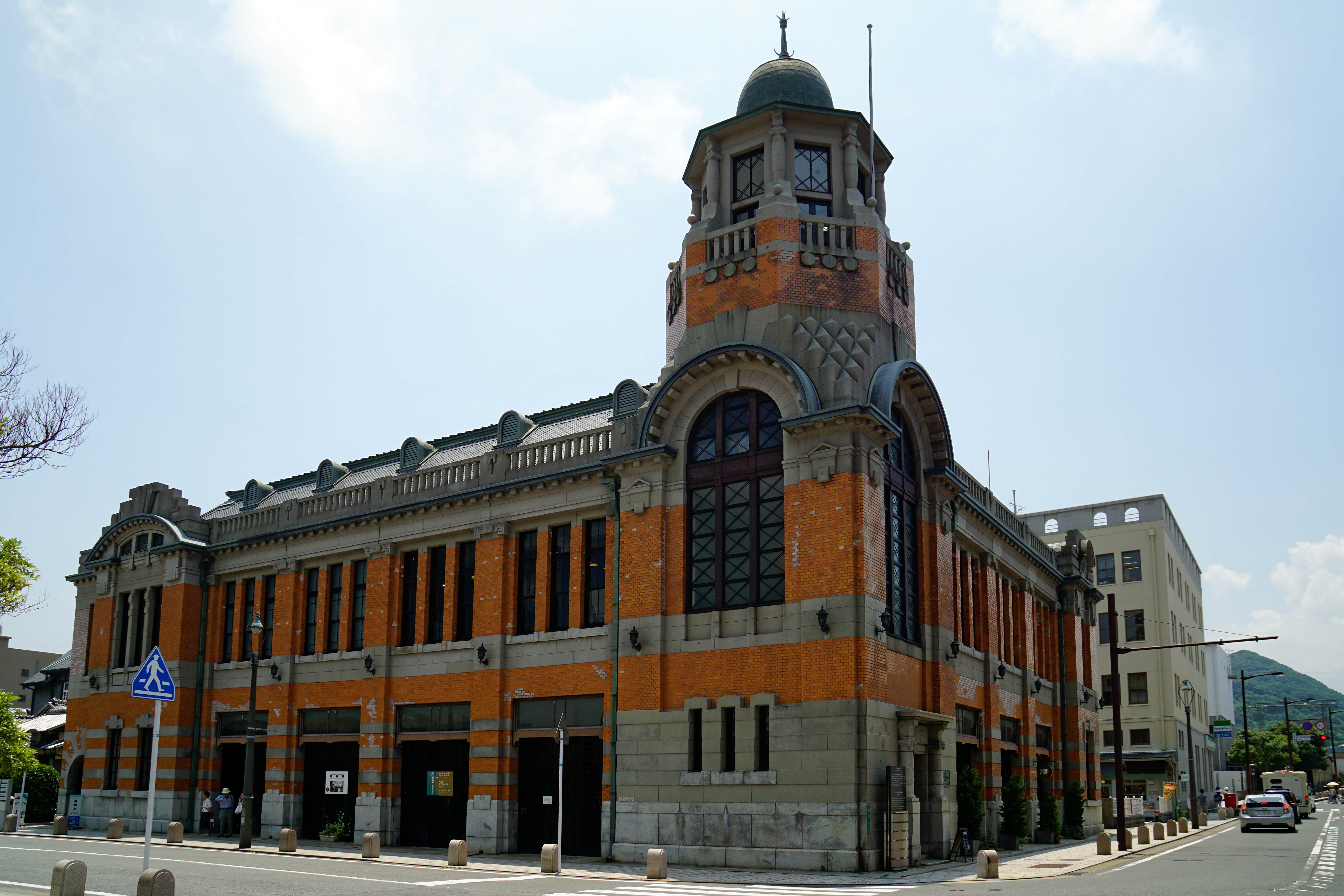
北九州市舊大阪商船

北九州市舊大阪商船是位於日本福岡縣北九州市門司區門司港地區的一棟二層建築，建築本身為鋼筋混凝土加上部分木造結構，建於1917年，為觀光景點門司港懷舊其中的一棟歷史建築，現被日本政府列為登录有形文化财及近代化產業遺產北九州煤礦主題。
建築原為商船三井的前身大阪商船過去的門司支店使用，此建築於1917年完工啟用，一樓作為旅客候船空間，二樓作為辦公室使用；此建築的特色為在其北側擁有一個八角形的塔，此外在1917年建築完成之時，建築北側即直接臨海，在此建築旁即設有專用棧橋可直接登上船隻。
在1964年大阪商船和三井船舶合併為商船三井後，改稱為「商船三井大樓」。商船三井一直使用此棟建築到1991年，後由北九州市市政府購下。
目前建築內一樓作為展示廳，二樓為畫廊、海事資料館及本地藝術家作品的展示空間。

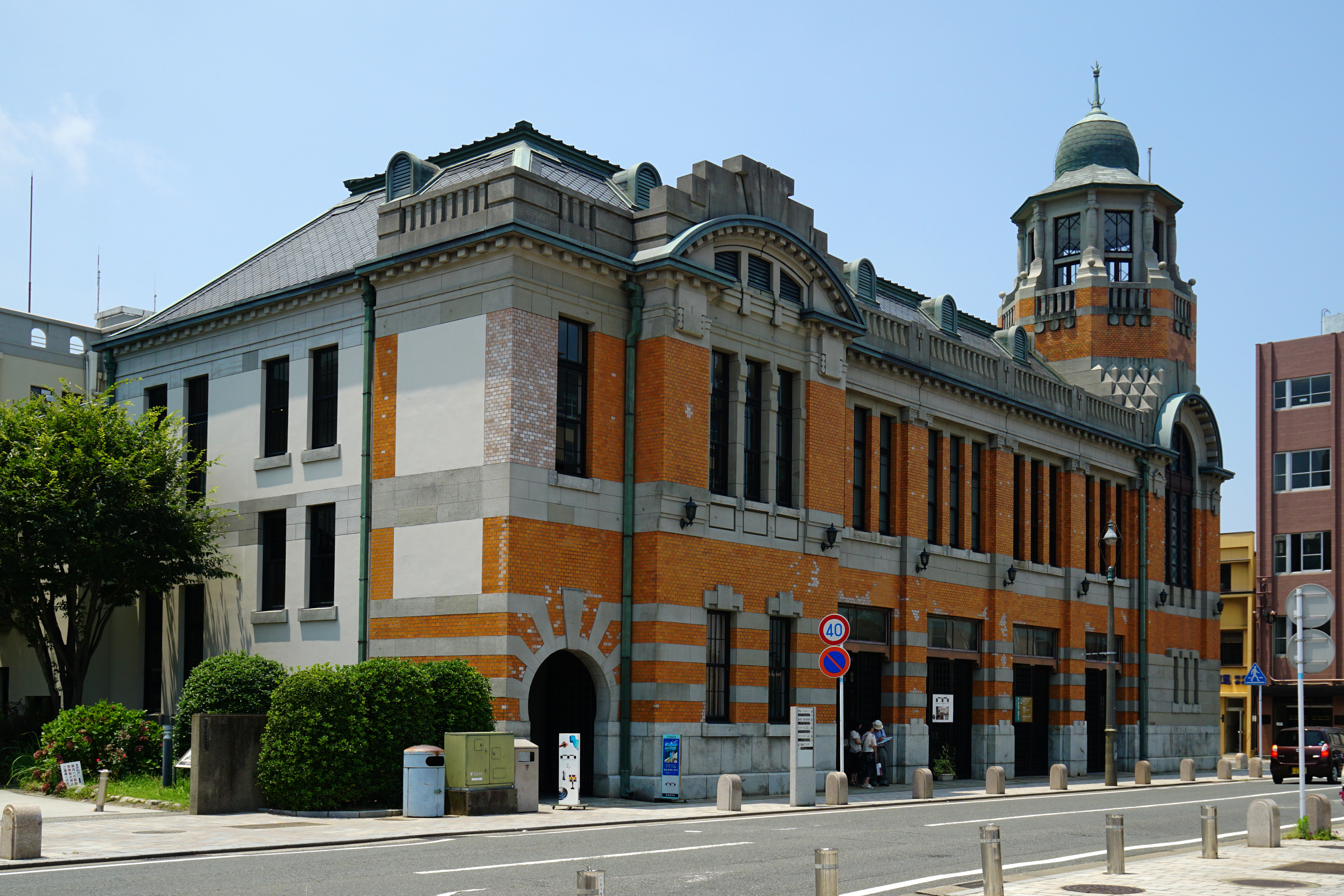
北九州市舊大阪商船